# Tetramolopium lepidotum
Tetramolopium lepidotum là một loài thực vật có hoa trong họ Cúc. Loài này được (Less.) Sherff miêu tả khoa học đầu tiên năm 1934.